# Philodendron curvilobum
Philodendron curvilobum är en kallaväxtart som beskrevs av Heinrich Wilhelm Schott. Philodendron curvilobum ingår i släktet Philodendron och familjen kallaväxter. Inga underarter finns listade.